# Bertha Granados
Bertha Granados es una cantante de ópera de tesitura soprano Dramática de coloratura originaria de Santiago Zapotitlán en la Ciudad de México. Es una de las cantantes más importantes de México en el ámbito internacional de estos tiempos.[cita requerida]

## Estudios
Estudio canto con el maestro Enrique Jaso. Ha tomado clases maestras con la soprano italiana Magda Olivero, el barítono guatemalteco Luis Girón May y el tenor mexicano Ramón Vargas.  Con los maestros del Metropolitan Opera House: Joan Dornemann, Nico Castel, Eugene Kohn, Denisse Masse y Tito Capobianco.  Desde hace 9 años estudia en Viena con el director de Orquesta Alessandro Pagliazzi.

## Trayectoria
Debutó en la Opera Macbeth en el papel de Lady Macbeth durante el Mosaico Cultural en La Antigua Guatemala.
Siendo acompañada por la Orquesta Sinfónica Nacional y el Coro Sinfónico de Costa Rica.
Interpretó Tosca en el Teatro Nacional de Costa Rica y la Missa Solemnis de Ludwig van Beethoven.
Realizó su debut en la temporada de Opera del Palacio de Bellas Artes como Norma de Bellini.
Leonora en Il Trovatore y Aida en el Mosaico Cultural en La Antigua Guatemala.
Participó en la celebración del 250 Aniversario del Natalicio de Mozart en la Temporada de Opera de Bellas Artes, interpretando a Konstanze en
El Rapto en el Serrallo. Así mismo con la Orquesta Filarmónica de la Universidad Autónoma de México.
En Bulgaria cantó en el "Festival Verdi" de Plovdiv: "Norma" y "Aida".
En Rumania (Craiova) interpretó nuevamente "Aida".
Sus participaciones artísticas han destacado en países como: México en el Palacio de Bellas Artes, Guatemala, Costa Rica, Alemania, Rumania, Bulgaria, etc.
Recientemente debutó Abigail de Nabucco en Gut-Immling Festival (Alemania), obteniendo gran éxito, además de maravillosas críticas.
El timbre de su voz la llevó a cantar Música Antigua en el Festival de Saint Bon Courchevel, Festival Internacional de Música Antigua en La Chaise-Dieu; 2e. Stage International de Guitare d’Alsace con el guitarrista Jorge Cardoso, 14e. Festival de Musique et d’Art de Conflans-Rameau, Festival Le Puy-en-Velay, Festival de Musique et d’Art Baroque en Tarentaise y para la Caisse Nationale des Monuments Historiques et de Sites.

## Repertorio
- Norma - Norma (G. Bellini)
- Nabucco - Abigail (G. Verdi)
- Il Trovatore- Leonora (G.Verdi)
- Aida - Aida (G. Verdi)
- Macbeth - Lady Macbeth (G.Verdi)
- Tosca - Floria Tosca (G. Puccini)
- Turandot - Turandot (G. Puccini)
- Die Einführung aus dem Serail - Contanze (W. A. Mozart)
- Die Zauberflöte - Königin der Nacht (W. A. Mozart)
- Lakmé - Lakmé (Leo Delibes)